# Nondenticentrus flavipes
Nondenticentrus flavipes är en insektsart som beskrevs av Yuan och Chou. Nondenticentrus flavipes ingår i släktet Nondenticentrus och familjen hornstritar. Inga underarter finns listade i Catalogue of Life.